# Spirulina
Spirulina er handelsnavnet for nogle spiselige cyanobakterier.
Det er især Arthrospira platensis og Arthrospira maxima der sælges under handelsnavnet Spirulina.
De var tidligere klassificeret under slægten Spirulina; men er nu flyttet til slægten Arthrospira.
De indeholder proteiner og supplerer dermed med vigtige aminosyrer. Mere end 50% af tørvægten er protein.